# Весёлек, Павел
Павел Весёлек (пол. Paweł Wiesiołek; род. 13 августа 1991, Borsuki-Kolonia, Мазовецкое воеводство) — польский легкоатлет, специалист по многоборьям. Выступает за сборную Польши по лёгкой атлетике с 2013 года, многократный победитель и призёр первенств национального значения, участник летних Олимпийских игр в Рио-де-Жанейро.

## Биография
Павел Весёлек родился 13 августа 1991 года в городе Вышкув Мазовецкого воеводства.
Занимался лёгкой атлетикой в спортивном клубе «Варшавянка» в Варшаве, проходил подготовку под руководством тренера Марека Ржепки.
Первого серьёзного успеха как спортсмен добился в 2012 году, выиграв чемпионат Польши в десятиборье. Впоследствии неоднократно повторял это достижение.
Впервые заявил о себе на международном уровне в сезоне 2013 года, когда вошёл в состав польской национальной сборной и выступил на молодёжном европейском первенстве в Тампере, где в программе десятиборья закрыл десятку сильнейших.
В 2015 году отметился выступлением на чемпионате Европы в помещении в Праге, занял 17-е место на чемпионате мира в Пекине.
В 2016 году стартовал на чемпионате Европы в Амстердаме — провалил все попытки в прыжках в длину и в толкании ядра, в результате чего принял решение досрочно завершить выступление в десятиборье. Благодаря череде удачных выступлений удостоился права защищать честь страны на летних Олимпийских играх в Рио-де-Жанейро — набрал в сумме всех дисциплин десятиборья 7784 очка, расположившись в итоговом протоколе соревнований на 21-й строке.
После Олимпиады в Рио Весёлек остался в составе легкоатлетической команды Польши на ещё один олимпийский цикл и продолжил принимать участие в крупнейших международных стартах. Так, в 2018 году на чемпионате Европы в Берлине он стал в десятиборье тринадцатым, тогда как в 2019 году на чемпионате мира в Дохе показал двенадцатый результат.